# Крим-Рокс
Крим-Рокс (англ. Crim Rock) — невеличкі скелясті острови в архіпелазі островів Сіллі, Велика Британія, омивається Кельтським морем.
Скелі Крим є найзахіднішими із Західних скель архіпелагу, що робить їх найзахіднішою точкою Англії. Вони знаходяться приблизно за 1,5 милі (2,4 км) на північ від Скелі Бішопа і приблизно за 0,25 милі (0,40 км) на південний захід від Скелі Зантмана. Назва може бути споріднена з середньо-валлійським «crimp», що означає «гомілка, хребет або виступ». Найпомітніша зі скель Крим — це Пікова скеля. Відомо, що щонайменше тридцять кораблів зазнали аварії на Кримських скелях.